# Helminthoglypta walkeriana
Helminthoglypta walkeriana је пуж из реда Stylommatophora и фамилије Helminthoglyptidae.

## Угроженост
Ова врста је крајње угрожена и у великој опасности од изумирања.

## Распрострањење
Ареал врсте је ограничен на једну државу. 
Сједињене Америчке Државе су једино познато природно станиште врсте.